# 起て同胞、ナイジェリアの呼び出しに遵って
起て同胞、ナイジェリアの呼び出しに遵って（たてどうほう、ナイジェリアのよびだしにしたがって、英語: Arise, O Compatriots）はナイジェリア連邦共和国のかつての国歌。1978年、オルシェグン・オバサンジョ政権が『ナイジェリア、我ら汝を讃えん』（"Nigeria, We Hail Thee"）に代わって採用した。2024年5月29日、ボラ・ティヌブ大統領は第4共和国建国25周年記念の会議中に前国歌の復活を決定し、本曲は国歌ではなくなった。
下記に歌詞と曲を掲載する。

## 歌詞
Arise, O compatriots, Nigeria's call obey
To serve our fatherland
With love and strength and faith
The labour of our heroes past
Shall never be in vain
To serve with heart and might
One nation bound in freedom, peace and
unity.
Oh God of creation, direct our noble cause
Guide our leaders right
Help our youth the truth to know
In love and honesty to grow
And living just and true
Great lofty heights attain
To build a nation where peace and justice
shall reign

## 日本語歌詞
起て おお同胞よ
ナイジェリアの呼び声に応えよ
我らが祖国に仕える為に
愛と力と信念を持ちて
過去の英雄の偉業を
決して無駄にはせぬ
心と力で仕えよ
自由と平和
そして団結在りし一つの国に
おお創世の神よ
我らの崇高なる大義を導き給え
我らの指導者を正しく導き給え
我らの若人に真理を与え給え
愛と誠実在りし繁栄のために
そして正義と真実と共に生き
気高き偉業を達成せん
平和と正義ある
国を築く為に